# Signe Baattrup
Signe Hansen Baattrup (født 5. marts 2000) er en kvindelig dansk fodboldspiller der spiller for AGF  samt tidligere spillede midtbane for Fortuna Hjørring og KoldingQ i Gjensidige Kvindeligaen og har tidligere spillet for Danmarks U/16-kvindefodboldlandshold.

## Meritter

### Klub
Kolding Q
- DBUs Landspokalturnering for kvinder
  - Sølv: 2018
- 3F Kvindeligaen
  - Bronze: 2018

Fortuna Hjørring
- Gjensidige Kvindepokalen
  - Guld: 2022
- Sæsonens hold Gjensidige Kvindeliga 2022